# Maxinho do Brazil
Maxinho do Brazil è un programma televisivo italiano del 2014 di Rai Sport 1.
La trasmissione mescola assieme le formule dell'intrattenimento e della cronaca calcistica proponendo, dal 12 giugno al 13 luglio 2014, le telecronache «alternative» delle 25 partite del mondiale brasiliano trasmesse dalla Rai. In pratica, la normale cronaca sportiva viene «disturbata» dai commenti irriverenti e partigiani dello studio, col compito di alleggerire gli inevitabili momenti di tensione delle sfide mondiali.
Condotto da Max Giusti, lo show ripropone parzialmente il contesto comico già sperimentato dall'attore nel programma radiofonico Radio 2 SuperMax, affiancando a questo il canonico racconto sportivo affidato al giornalista Marco Civoli e all'ex calciatore Vincenzo D'Amico.
Completano il cast gli autori del programma, Giuliano Rinaldi e Antonio Losito, i quali assieme allo stesso Giusti, al deejay Marco Lolli e all'«esperto» Francesco Zardo, ricoprono il ruolo di «disturbatori» della telecronaca «ufficiale». Infine, Pamela Camassa interagisce con gli spettatori a casa attraverso i social network, per raccogliere in tempo reale le loro opinioni sui match.